# جوي براونر
جوي براونر (بالإنجليزية: Joey Browner)‏ هو لاعب كرة قدم أمريكية أمريكي، ولد في 15 مايو 1960 في وارن في الولايات المتحدة.

## وصلات خارجية
- جوي براونر على موقع مرجع كرة القدم المحترفة.كوم (الإنجليزية)